# Banben
Banben (ou Bamben) est l'un des villages de la commune de Widikum-Boffe, département de la Momo de la région du Nord-Ouest du Cameroun.

## Organisation
Banben est divisé en 4 quartiers : Akwonum, Egunidop, Abaku et Akwoameng.

## Population
Au dernier recensement de 2005, le village comptait 265 habitants, dont 132 hommes et 133 femmes. En 2011, la population est estimée à 700 habitants dont 150 hommes, 250 femmes, 100 jeunes et 200 enfants.